# Großformat (Fotografie)

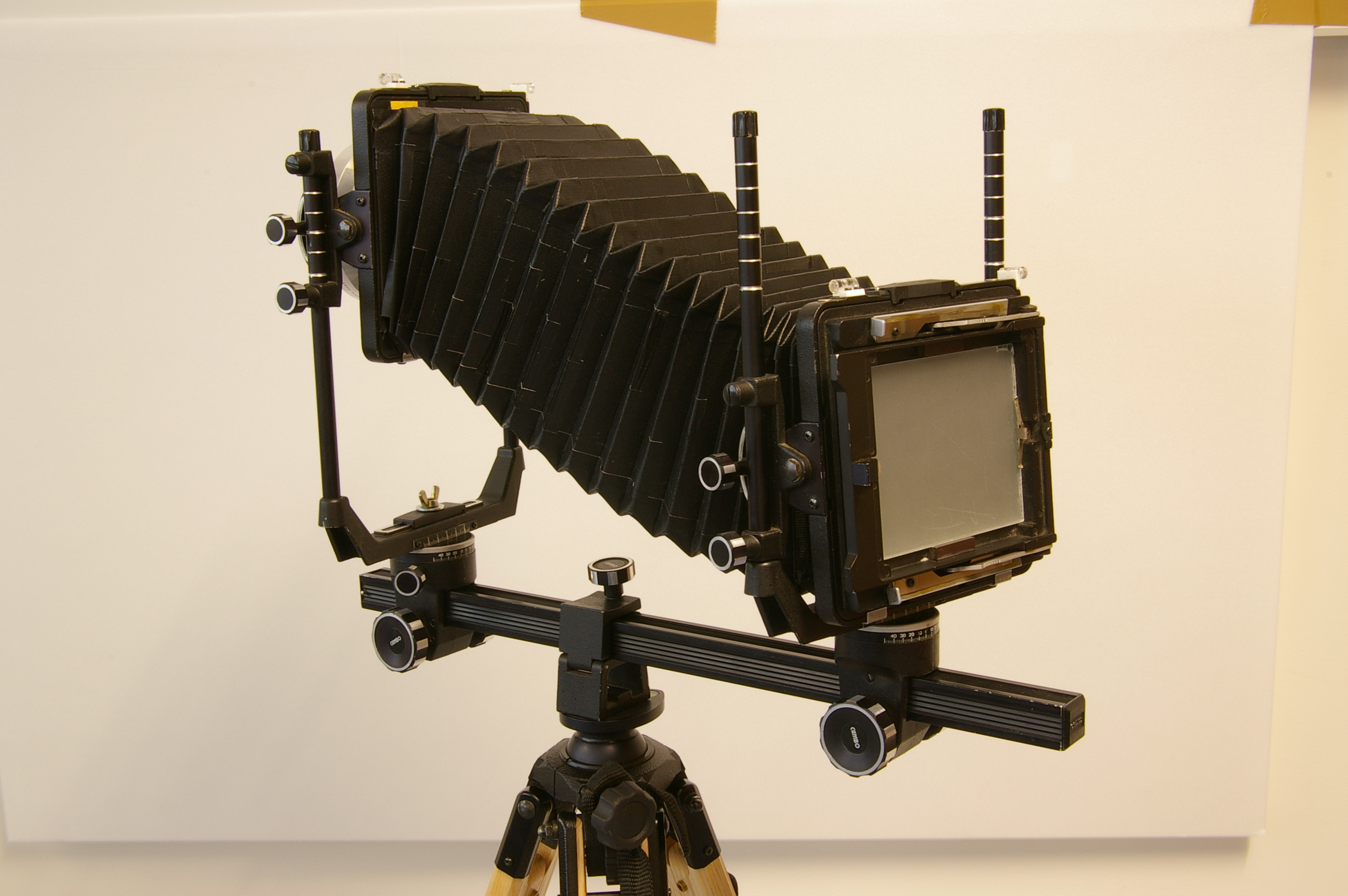
Großformatkamera

Großformat ist eine Bezeichnung für Filmmaterialien ab 9 × 12 cm Aufnahmeformat. Es wird meist als Planfilm in Einzelblättern konfektioniert. 
Einige Luftbildkameras benutzen großformatige Filmrollen. Früher war das Großformat für hochwertige Aufnahmen unentbehrlich, heute vor allen Dingen wegen der umfangreichen Verstellmöglichkeiten der Großformatkamera (optische Bank) noch gebräuchlich. Zunehmend übernehmen jedoch verstellbare Mittelformatkameras nach dem Prinzip der optischen Bank, die für Mittelformat-Rollfilme beziehungsweise Digitalrückteile konzipiert sind, diese Rolle.
Eine ehemals verbreitete Anwendung war die Belichtung von Großformat Polaroid-Materialien, die einen sofort sichtbaren Papierabzug lieferten.
Nach Einstellung der Polaroid-Produktion ist diese Anwendung nun nur noch mit Sofortbildmaterial von Fujifilm und Polaroid Originals (vormals: The Impossible Project) möglich.